# 국립 산업 디자인 학교

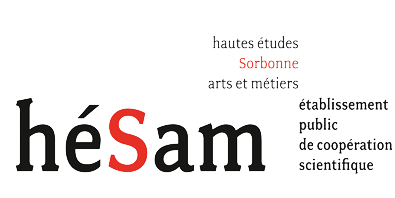

국립 산업 디자인 학교(프랑스어: École nationale supérieure de création industrielle, ENSCI, Les Ateliers)는 프랑스 파리에 위치한, 권위있는 프랑스 최초의 산업 디자이너 전문양성기관이다. 2010년의 통계에서는 프랑스 최고의 디자인학교로 선정되었다. 1982년에 프랑스 건축가 장프루베(Jean Prouvé)와 샤를로트 빼리앙(Charlotte Perriand)에 의해 공동창립되었으며, 현재까지 수많은 스타디자이너들을 배출하였다.